# 소니 엑스페리아 Z2
소니 엑스페리아 Z2(Sony Xperia Z2)은 소니 모바일 커뮤니케이션스에서 제조/판매하는 안드로이드 패블릿 스마트폰이다.
2014년 2월 24일 스페인에서 열린 모바일 월드 콩그레스 2014 (MWC 2014)에서 공개하여, 2014년 3월 24일 중화민국을 시작으로 5월과 6월 사이 글로벌모델이 출시되었다.

## 연혁
- 2014년 2월 24일 : 모바일 월드 콩그레스 2014 (MWC 2014)에서 공개
- 2014년 3월 24일 : 중화민국에서 출시 및 판매 시작
- 2014년 5~6월 : 대한민국과 일본 출시 및 글로벌모델 출시

## 외형 및 방수/방진
스피커와 마이크를 제외한 모든 부분을 고무 마개까지 합하여 2중 마개로 처리하였으며, 뒷면은 전면과 동일한 강화유리가 적용되었다.
방수/방진 수준에 대해서는 IP58 수준의 방수, 방진을 지원한다 (먼지로부터 완벽하게 보호되며, 물은 1.5m 이내의 수심에서 30분을 견딜 수 있다).

## CPU
2.3GHz 작동속도를 가진 쿼드코어 프로세서인 퀄컴의 스냅드래곤 801 프로세서를 탑재했으며, Adreno 330 그래픽 프로세서를 탑재했다.

## 화면
1920x1080의 Full HD 해상도의 IPS패널 라이브 컬러(Live Colour) 디스플레이를 장착하였으며, 소니 TV 기술인 Triluminos Display를 탑재하여 색표현 범위를 넓이고, 이미지 품질 향상을 위해 X-Reality 처리기술이 탑재되었다.

## 카메라
이미지 센서는 센서크기 1/2.3" 사이즈의 엑스모어 RS IMX200 BSI CMOS 이미지 센서를 적용하였으며, f/2.0의 조리개값은 가진 27mm 광각 G렌즈가 장칙되어있다.
소니 카메라에 적용되는 BIONZ 이미지 프로세싱 기술을 모바일용으로 개량하여 탑재하였으며, SteadyShot (디지털 손떨림 보정)을 탑재하였다.

## 색상
- 블랙
- 화이트
- 퍼플

## 운영 체제/소프트 웨어

### 안드로이드 4.4.2 킷캣
안드로이드 OS 4.4.2 킷캣을 탑재하여 출시했다.

#### 특수 기능
- SteadyShot : 디지털방식 손떨림 보정 기술로, 흔들림 없는 동영상을 촬영 할 수 있도록 도와준다.

- 배경 초점 흐림 : 주제를 또렷하게 표현하고 배경을 흐리는 아웃 포커스 효과를 간편하게 만들 수 있다.

- 4K 비디오 : 3840x2160의 4K 해상도의 동영상을 촬영할 수 있다.

- TimeShift Video : 1280x720의 HD 해상도의 120fps 동영상을 촬영하여, 슬로우모션을 영상을 제작할 수 있다.

- Info-Eye : 이미지 정보와 촬영한 사진을 대조하여 어떤 정보를 찾고 있는지 파악해 알려준다.

- 창의적 효과 : 필터를 적용하거나, 색상을 조정해 실시간으로 사진을 촬영할 수 있다.

- AR 효과 : 증강현실 효과를 이용하여 사진을 촬영한다.

- 연필 인식 : 연필을 이용해 그림을 그리고 메모를 적을 수 있다.

- 시스템 아이콘 개인화 : 상단바의 알림내용 (블루투스, 통신사 로고, 시간, 와이파이)을 자율적으로 관리 할 수 있다.

- 스마트 백라이트 제어 : 제품을 손으로 잡고있는 동안 테두리의 센서가 감지하여 잡고있는 동안에는 화면이 계속 켜져있다.

- 디지털 노이즈 캔슬링 : 기능을 지원하는 이어폰을 사용할 경우, 주파수를 발생하여 주변 소음을 상쇄시켜준다.

- 라이프 로그 : 제품 출시때 같이 공개된 소니 스마트 밴드를 연동하여 일상을 정리해주는 개인 트레이너 기능이 선택적으로 탑재되었다.

- 더블 탭 : 화면이 꺼진 상태에서 화면을 2번 두드리면 화면이 켜진다. (비슷한 기능으로 LG G시리즈의 노크온이 있다.)

### 안드로이드 4.4.4 킷캣 업그레이드
안드로이드 OS 4.4.4 킷캣으로의 업그레이드가 진행됐으며 (각 나라별 업그레이드 일정 상이) 후속작인 엑스페리아 Z3의 울트라 스테미너 배터리 절약 모드, 화면 색감을 강조하는 최고로 생생한 모드, Hi-Res 음원 재생 및 DSEE (손실 음역대 복원 기술) 등이 추가되었다.
- Ultra 스테미너 모드 : 최소한의 서비스 및 애플리케이션을 사용해 배터리를 절약한다.

- DSEE HX : 음원의 손실 음역대를 복원시킴으로써, 더 높은 품질의 음악을 감상할 수 있다.

- 최고로 생생한 모드 : 화면 색감을 강조하여, 최고로 생생한 색감으로 이미지 및 동영상을 감상할 수 있다.

## 특수 액세서리

### 마그네틱 충전 독
옆면의 충전 포트에 독을 이용하여 제품을 충전할 수 있다. 전작인 소니 엑스페리아 Z1과 소니 엑스페리아 Z2 태블릿과 호환이 가능하도록 제작되었다.

### 디지털 노이즈 캔슬링 이어폰
디지털 노이즈 캔슬링 (DNC) 기술이 적용된 이어폰을 사용하여, 주변소음을 감소시켜 음악을 감상 할 수 있다.

### 소니 스마트워치
손목에 장착하는 스마트워치로서 휴대전화와 연동하여, 필요한 정보를 간편하게 알려준다.

### 소니 스마트밴드
손목에 장착하는 밴드로서, 걸음 수, 심박수, 소모 칼로리 등과 같은 건강 정보를 분석하여, 스마트폰으로 전송한다. 이는 소니에서 제공하는 라이프로그 애플리케이션과 연동되어, 일과 중 활동내역을 확인할 수 있다.

### 소니 스마트밴드 톡
스마트밴드의 후속 제품으로써, 곡면 디스플레이와 통화 기능을 탑재하여 개선시킨 제품이다.

## 같이 보기
- 소니 엑스페리아 Z2 태블릿

## 참고/각주
1. ↑  강미선. “소니 스마트폰 '엑스페리아 Z1' 공개…반응은?”. 머니투데이.